# Charles D. Drake
Charles Daniel Drake, född 11 april 1811 i Cincinnati, Ohio, död 1 april 1892 i Washington, D.C., var en amerikansk republikansk politiker och jurist. Han representerade delstaten Missouri i USA:s senat 1867-1870.
Drake studerade vid St. Joseph's College och Patridge's Military Academy. Han tjänstgjorde sedan i USA:s flotta. Han studerade därefter juridik och inledde 1833 sin karriär som advokat i Cincinnati. Året därpå flyttade han till Missouri.
Drake efterträdde 1867 B. Gratz Brown som senator för Missouri. Han avgick tre år senare för att tillträda en domarbefattning. Han efterträddes i senaten av Daniel T. Jewett.
Drake var presbyterian. Hans grav finns på Bellefontaine Cemetery i Saint Louis.